# Temporada 1995-1996 del Liceu
El 8 de gener de 1996 és necessari posar en funcionament un pla per la circulació general de vehicles i vianants a la Rambla, i el dia 16 s'obre a l'Hotel Oriente una oficina d'atenció al veí per informar de l'estat de les obres. El 5 de febrer es construeixen les murs-pantalla
i el 21 de juny s'adjudiquen les instal·lacions tècniques l'escenari a Thyssen Boctticher i Waagner Biro. El 16 de setembre s'inicien els treballs d'excavació a la zona d'escena i el 21 d'octubre el formigonat del sostre de la platea de l'interior de la sala. El 23 de desembre acaben les obres de la càvea de la zona del públic (que havien començat el 5 d'agost) i el 28 es col·loquen les bigues de la Sala Mestres Cabanes, la major de les sales d'assaig.
| Temporada 1995-1996 del Liceu |                         |                  |                   |                                                                                 |           |                  |
| Òpera                         | Compositor              | Director musical | Director d'escena | Papers principals                                                               | Producció | Dates            |
| Mitridate, re di Ponto        | Wolfgang Amadeus Mozart | David Robertson  |                   | Rockwell Blake, Ľuba Orgonášová, Christine Weidinger, Bernadette Manca di Nissa |           | 11 al 14 de març |